# ミリツァ・トドロヴィッチ
ミリツァ・トドロヴィッチ（セルビア語:Милица Тодоровић / Milica Todorović、1990年10月13日 - ）は、セルビア・クルシェヴァツ出身のターボ・フォーク歌手である。
2005年、グランド・プロダクションによるオーディション番組・ズヴェズデ・グランダ (sr:Звезде Гранда) に優勝し、歌手としてデビューする。この時トドロヴィッチは14歳であった。2009年にデビュー・アルバム「Pamtim ja」が発売される。
音楽活動以外では、エミール・クストリッツァ監督の「Vreme Cigana（ジプシーのとき）」の演劇に出演し、アズラ（Azra）の役を演じた。

## ディスコグラフィー
- Pamtim ja（2009年）